# Santuario de Loyola
El santuario y basílica de Loyola (en euskera: Loiolako basilika) es un complejo monumental y religioso construido alrededor de la casa natal de Ignacio de Loyola (para los católicos, san Ignacio de Loyola), fundador de la Compañía de Jesús, también conocidos como los jesuitas. Se encuentra en el barrio de Loyola del municipio guipuzcoano de Azpeitia en el País Vasco (España). El santuario se ubica a orillas del río Urola entre las poblaciones de Azpeitia y Azcoitia.
Ignacio de Loyola, que en realidad se llamaba Íñigo López de Loyola, era hijo del señor de Loyola, Beltrán Ibáñez de Oñaz (cabeza de los Oñacinos), y de la ondarresa Marina Sánchez de Licona, miembro de una importante familia oñacina vizcaína. Nació en el año 1491 en la casa torre familiar sita en Loyola.
La Compañía de Jesús se convirtió en una poderosa institución que tenía mucha influencia en la cúpula dirigente católica. Ignacio, su fundador, fue nombrado santo y, como era lógico, su casa natal pasó a ser un lugar de devoción. Cuando en el siglo XVII la casa torre donde había nacido fue cedida a los jesuitas, estos construyeron allí, alrededor de la casa natal de su fundador, todo un complejo religioso en el cual destaca su basílica.
Junto con el santuario de Aránzazu es el más importante de la comunidad autónoma del País Vasco.

## Monumentos

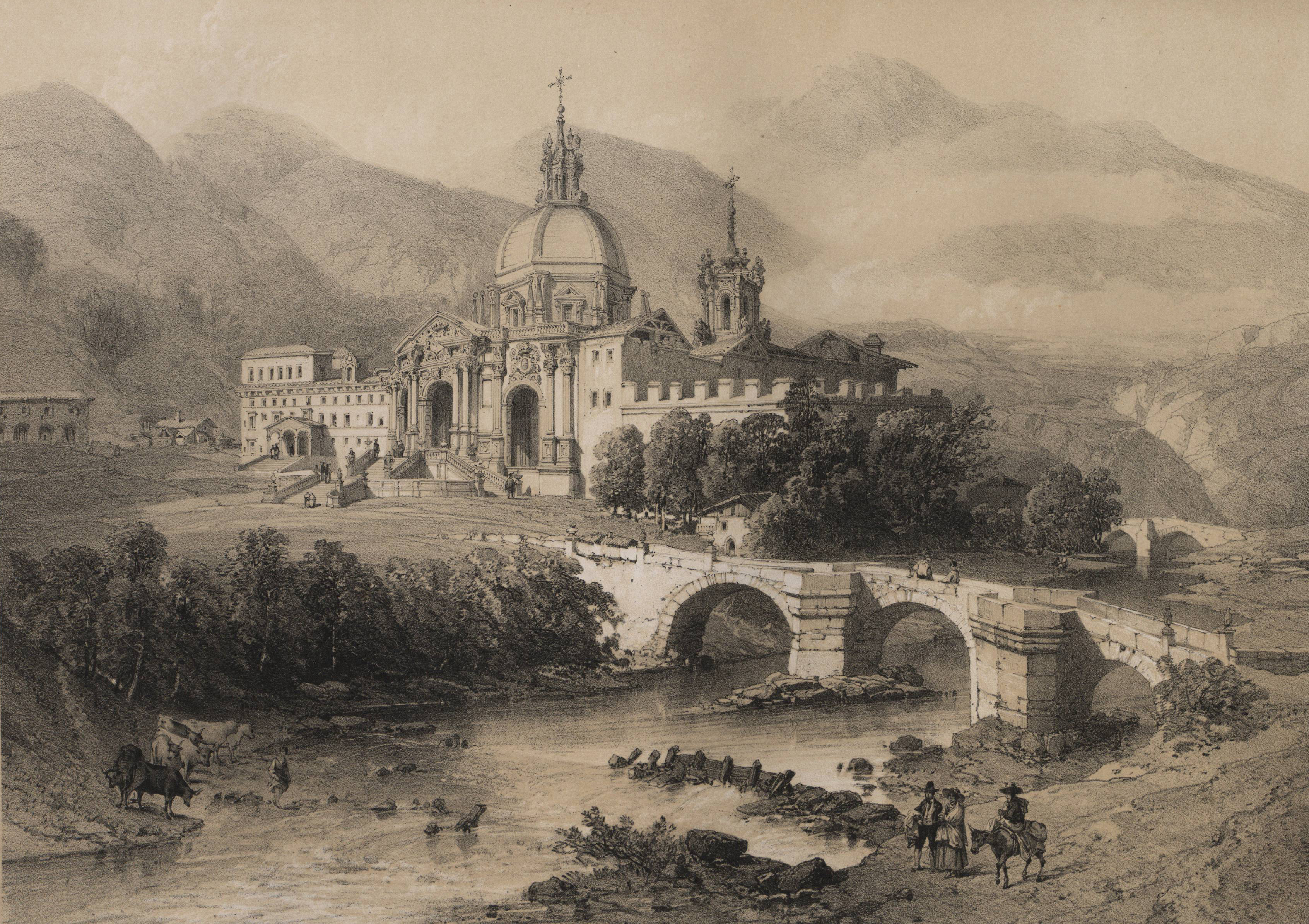
Vista del complejo en un grabado a partir de dibujo de Genaro Pérez de Villaamil publicado en España artística y monumental (1850)

El santuario de Loyola es un amplio conjunto de monumentos alrededor de la casa natal de Ignacio de Loyola. Ocupa una amplia extensión y entre los monumentos el que destaca por su relevancia es la basílica, coronada por una gran cúpula que está flanqueada por dos edificios de 75 m de longitud cada uno de ellos y con un cuerpo trasero. En el conjunto, que abarca una extensión de 10 000 m² de suelo y más de 40 000 m² construidos, predomina el estilo barroco. La piedra caliza, que procede del vecino macizo rocoso del monte Izarraitz, es el material básico utilizado en su construcción.

### El edificio principal
Concebido como Real Colegio de Loyola, el núcleo del complejo religioso es un gran edificio de mármol que desarrolla un color dorado con la luz de la puesta del sol y tonos gris y duquesa. Sus enormes medidas y su concepción como relicario que contiene la Casa Santa y como gran águila de piedra, en la que en la parte central de su fachada principal se alza la basílica circular cubierta con la gran cúpula esférica.
La elevación en la que se sitúa la Casa Santa ha sido salvada por un zócalo de piedra. Sobre él se alzan los tres pisos en dos alas que flanquean la basílica en un cuidado equilibrio de volúmenes. En el interior los tránsitos están acabados en bóvedas que se apoyan en arcos formeros transversales que apoyan en ménsulas y pilastras, todo ello de mármol labrado blanco, al igual que los huecos de las puertas. Hay cuatro áreas diferenciadas y referentes: las escaleras imperiales, una en cada lado, el refectorio y el ante-refectorio.
Escaleras imperiales

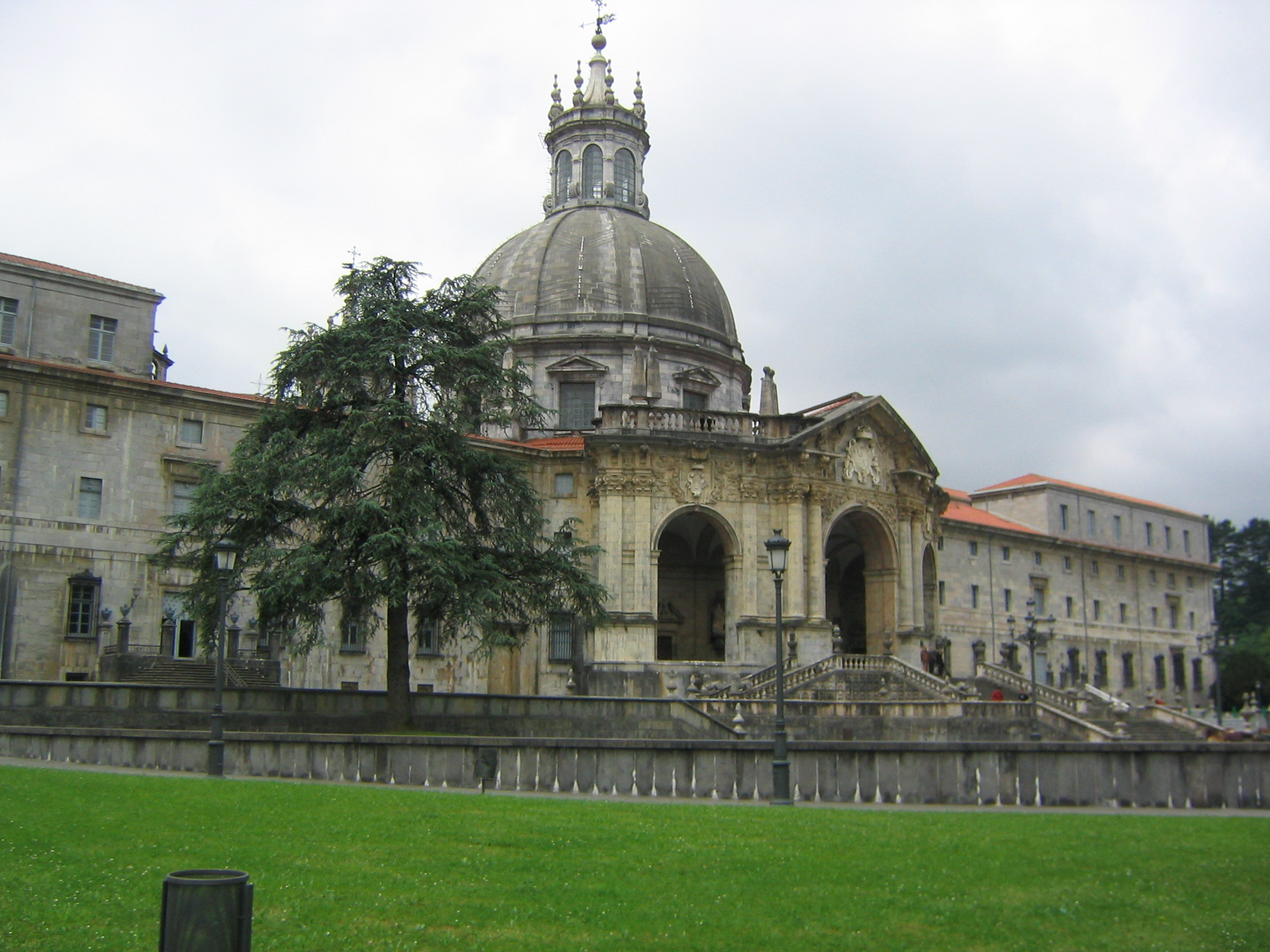
Basílica de Loyola

Una de las modificaciones sobre el proyecto original de Fontana fue la construcción en sendos patios de dos escaleras imperiales que comunicaban, verticalmente, los pisos de cada ala. Martín de Zaldúa ocupó dos de los patios interiores que había proyectado Fontana con unas escaleras de gran formato y varios tramos de las llamadas imperiales. La parte superior de las mismas está adornada con las estatuas: la del ala sur de los primeros santos de la Compañía, la del ala norte de los papas que han tenido especial relación con los jesuitas. La escalera del ala norte se llama escalera de los Papas y la del ala sur escalera de los Santos. 
La construcción de las escaleras entró en polémica cuando el superior de Loyola, Andrés de Zúpide, mandó parar las obras en 1693 al tocar la estructura de las escaleras de la Casa Santa. Cinco años después Zaldúa convenció al Padre Provincial de Castilla, Salvador de Ribadeo, y al Padre General, Tirso González de Santalla, de que las escaleras, en particular la del ala sur que fue la primera que se realizó, eran el ascenso monumental a la capilla de la Conversión, y una vez obtenido el visto bueno se reanudaron los trabajos hasta su terminación, aún durante el parón debido a la guerra de la Sucesión.
Las escaleras se configuran con la alternancia, entre cada piso, de cuatro tramos laterales con dos centrales. La caja de la escalera está cubierta por dos bóvedas de arista con una cúpula en el medio adornada con un florón de madera. En el último piso están los pedestales sobre los que se ubican las figuras, de los santos en el ala sur y de los papas en el norte.
Ante-refectorio
Tanto el ante-refectorio como el propio refectorio están cuidados marcando un determinado carácter que conjuga, en equilibrio, la elegancia y la sobriedad. Los muros están calados en blanco y rematados por mármol del mismo color. En el ante-refectorio hay una fuente octogonal en mármol jaspeado bajo las bóvedas, que se apoyan en columnas de mármol negro.
Refectorio
Una gran representación de la Última cena cubre una de las paredes del refectorio. El cuadro fue pintado en Roma por Philadelphius Larganus Siculus en 1758. La decoración es referente a la Compañía; san Ignacio, escribiendo sus ejercicios espirituales preside la sala en cuyas paredes cuelgan retratos de los cardenales que fueron jesuitas. Destacan también los dos armarios servilleteros del siglo XVIII.

### La basílica
Si la Casa Santa es corazón interior del santuario de Loyola, la basílica es el exterior. Destacada en el centro de la gran fachada del edificio del Real Colegio, está dominada por su gran cúpula y precedida por un amplio pórtico de tres vanos al que se sube por una gran escalera. El barroco dominante toma en el pórtico la variación churrigueresca llenando con multitud de adornos sus paredes. Un gran arco se abre sobre una magnífica escalera mostrando una simetría perfecta.
La casa de Austria fue la impulsora de la construcción del santuario, pero este se realizó bajo la dinastía de los Borbones. Por ello sobre el pórtico se ubica un gran escudo de los Borbones. Bajo el techo en el pórtico se hallan las estatuas de san Ignacio, san Francisco Javier, san Francisco de Borja, san Luis Gonzaga y san Estanislao de Kostka realizadas por el escultor italiano Gaetano Pace y por el cántabro Miguel de Mazo, a quien se le encargó la finalización del proyecto a la muerte de Pace en 1738.
Las puertas principales son de madera de cedro del Líbano que se complementa, en el resto de la instalación, con madera de caoba. El conjunto de acceso está flanqueado por dos columnas salomónicas a las que corona un frontón curvo partido.

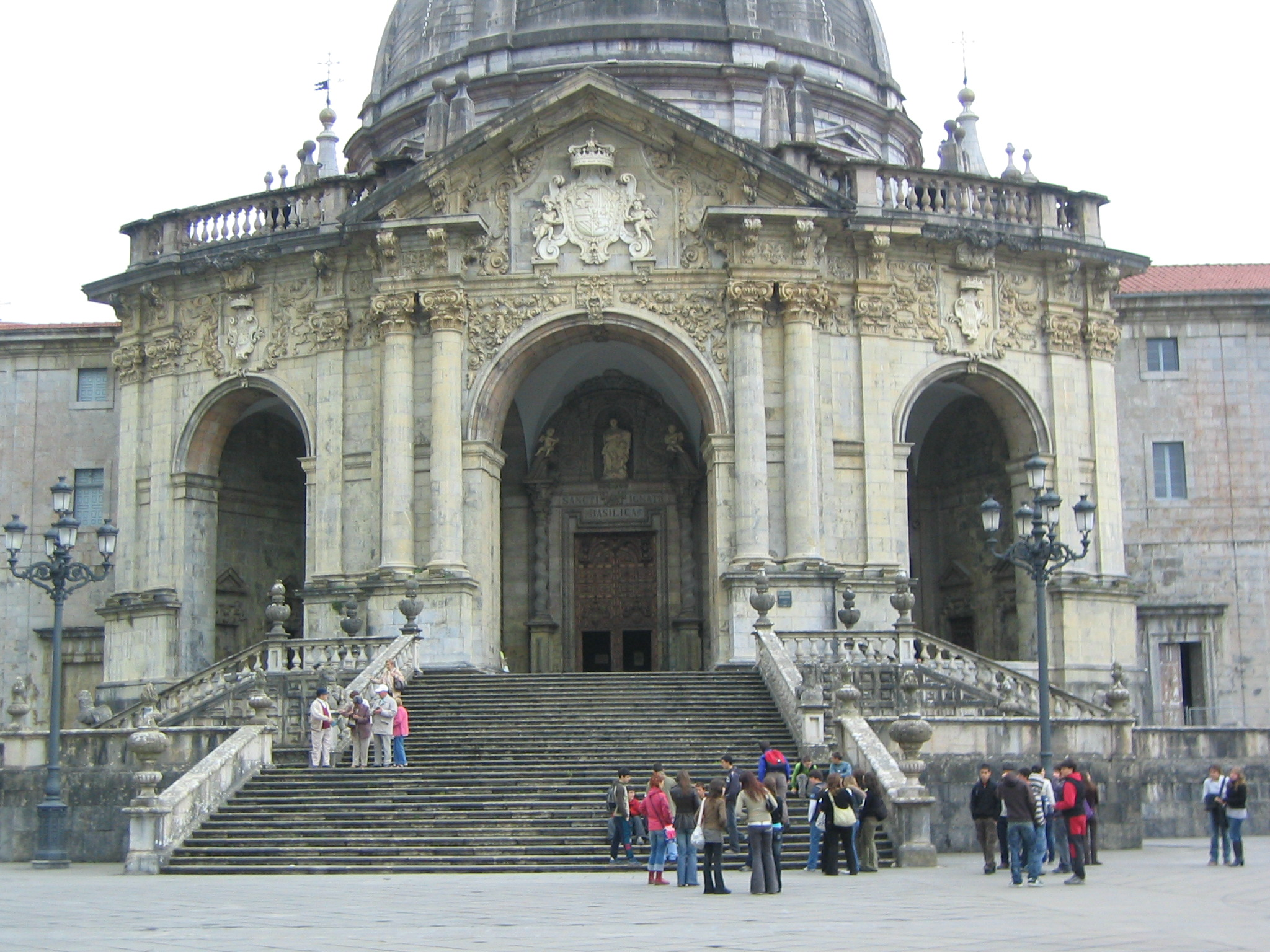
Pórtico y escalinata
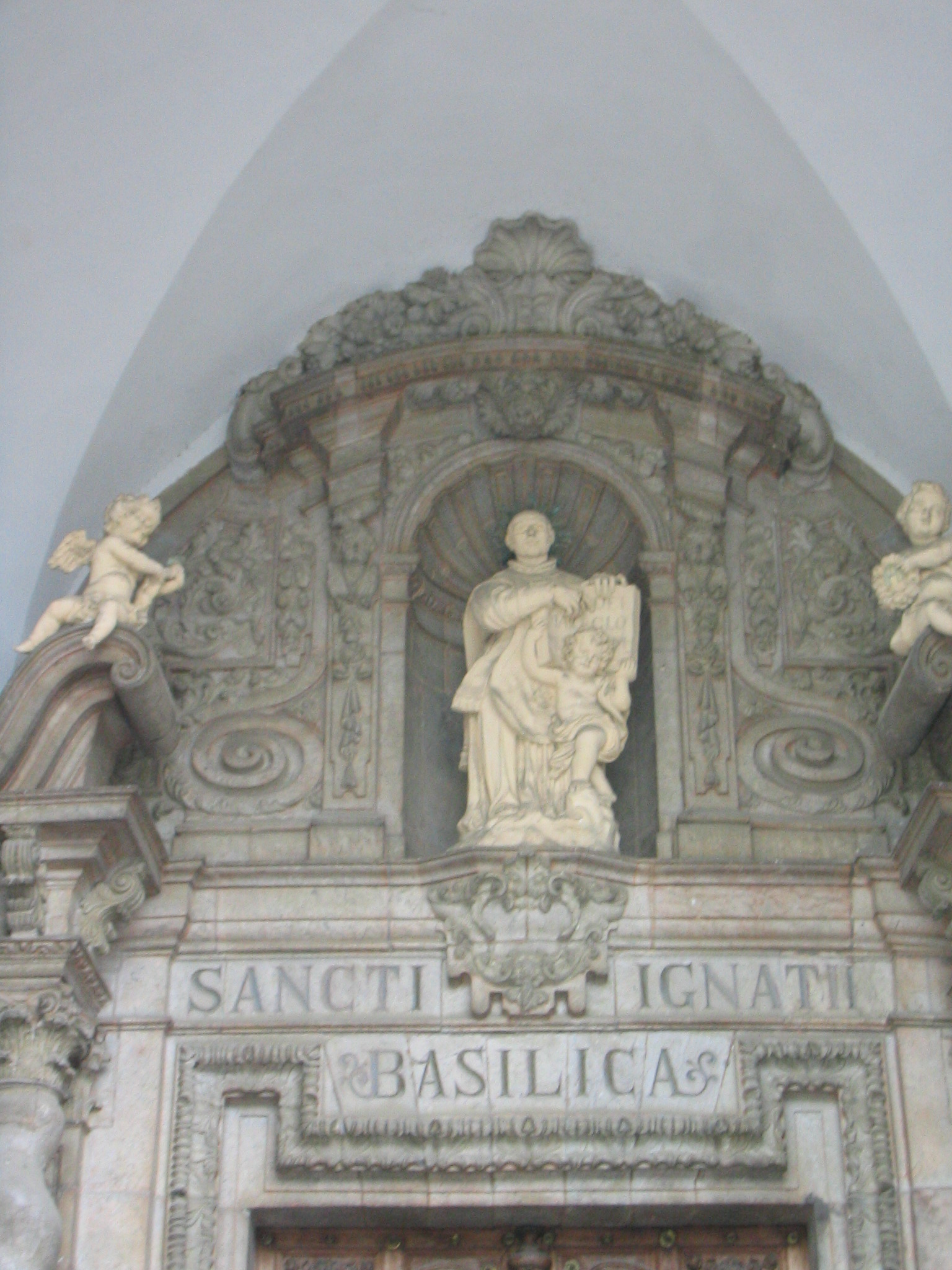
Estatua de San Ignacio sobre la puerta principal
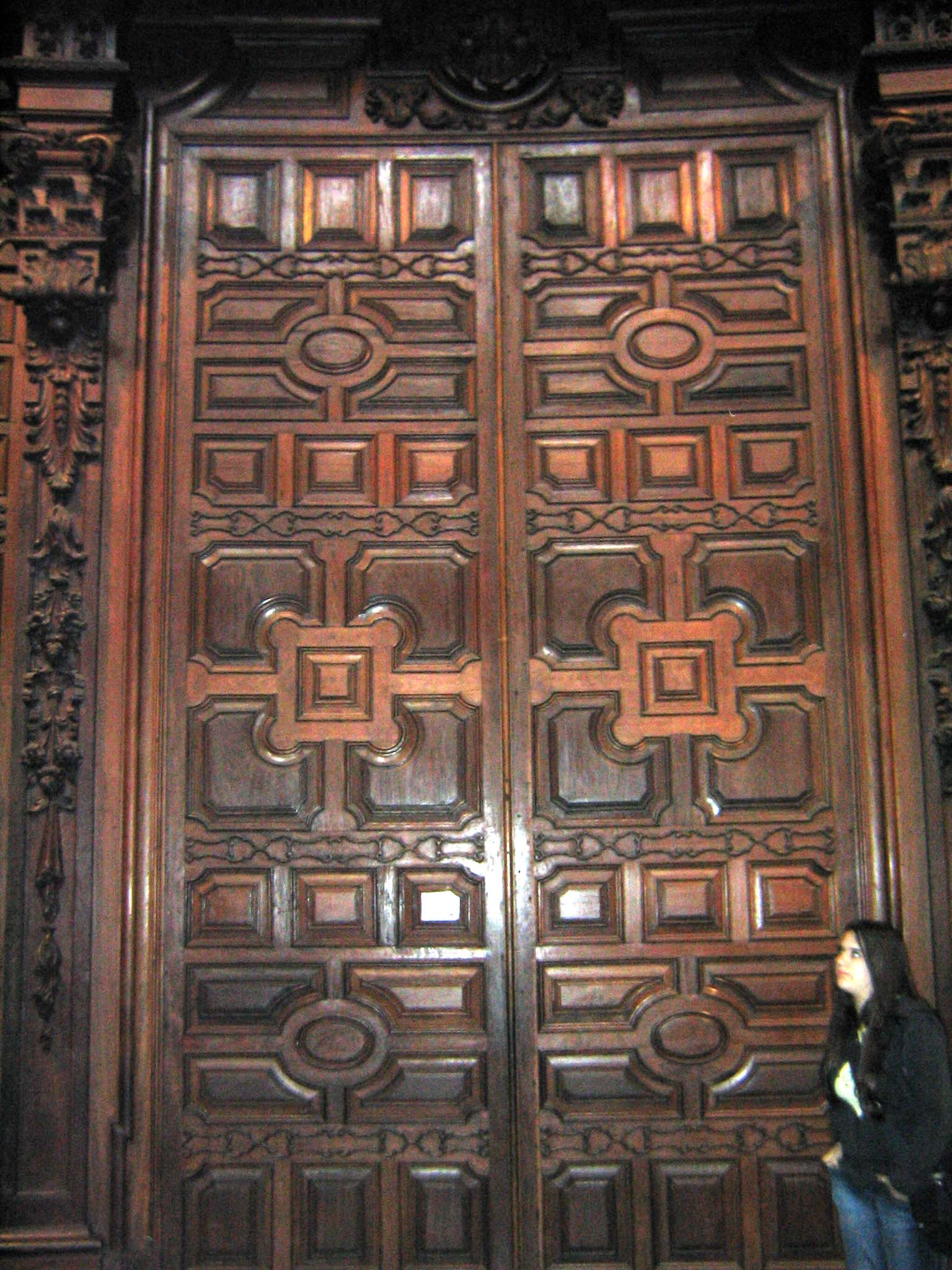
Cancel de caoba de la entrada principal
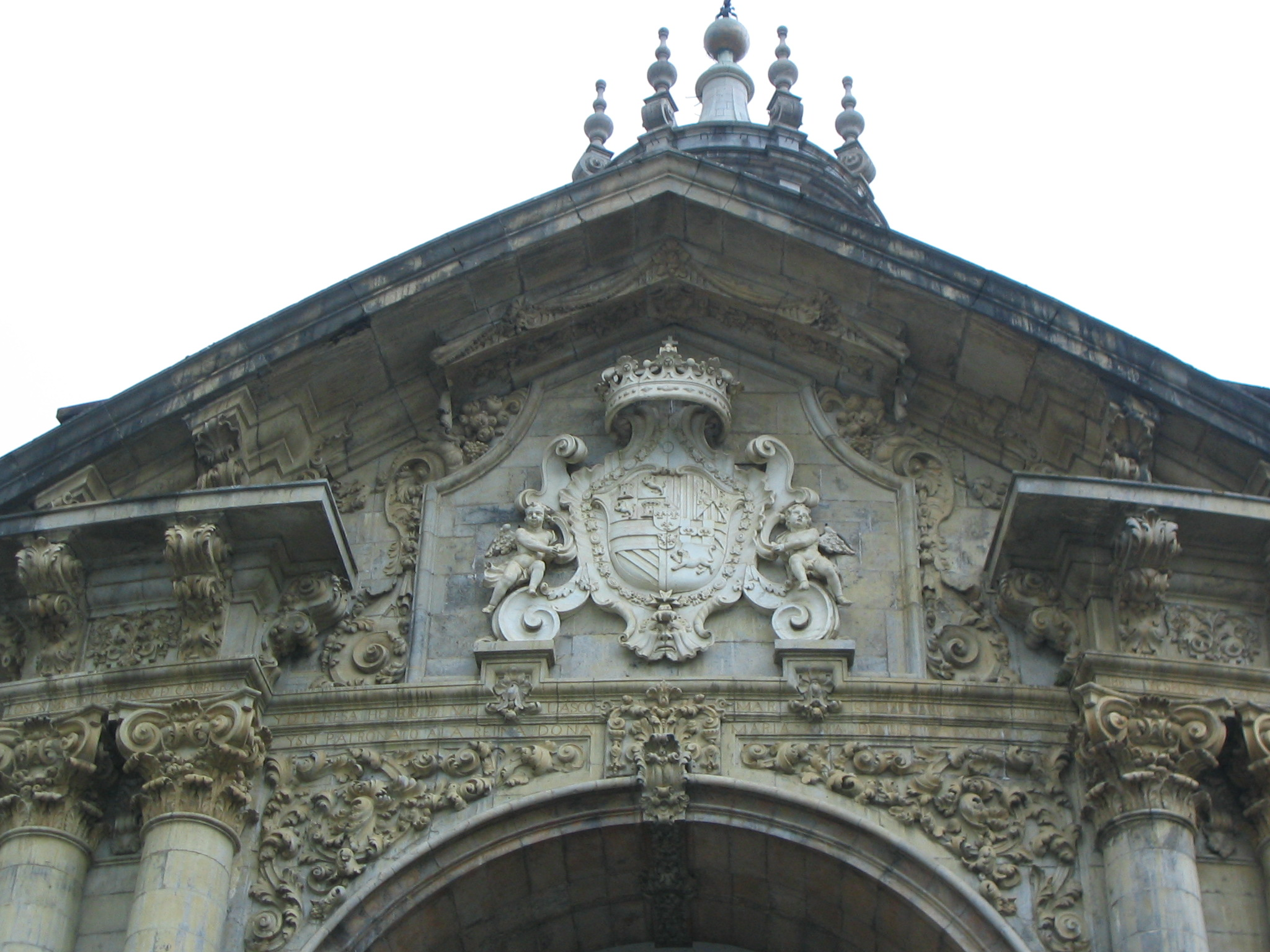
Escudo de los Borbones sobre la entrada

En el interior, el churrigueresco lo inunda todo. Está realizado en mármol con mucho dorado, con un piso del mismo material dibujando un gran mosaico.
La planta es circular con un diámetro de 33 m que está rodeada por ocho arcos de dos tamaños diferentes, dejando un espacio central de 20 m de diámetro. El mármol de los arcos es negro y los capiteles de sus columnas son de orden corintio, todo ricamente adornado. Sobre las claves de los arcos se marcan las siguientes letras y sílabas: en los mayores las iniciales del lema Ignaciano: AMDG, Ad Maiorem Dei Gloriam (a mayor gloria de Dios), y en los pequeños las sílabas "VI", "VA", "JE" y "SUS" que forman la frase Viva Jesús.
Recorriendo todo el perímetro del templo se emplaza un balcón con barandilla de hierro forjado que descansa sobre una cornisa repleta de modillones separados por metopas, todo ello ricamente ornamentado. El balcón tiene de fondo un friso en el que figuran dibujos con temas militares y las dos vidas de Ignacio: la alegoría de Íñigo soldado sobre la entrada y la de Ignacio fundador sobre el altar.
El cancel, que complementa las puertas de entrada, es de caoba. Sobre él está el coro en el que hay un órgano fabricado por Aristide Cavaillé Coll en 1889. Tiene 2172 tubos.
El templo se inauguró en 1738 y se consagró en 1888 y 1889. Como testigo de esas consagraciones hay dos lápidas a ambos lados de la puerta principal. El templo del santuario de Loyola fue declarado basílica menor en 1921 por el papa Benedicto XV.
En las reformas del año 2002, se adelantó el presbiterio hasta el umbral del arco que lo enmarca para que se pueda dar el giro total a la nave circular.

#### La cúpula
El tambor en el que descansa la cúpula es luminoso. En él se abren ocho grandes ventanas. Las paredes entre las ventanas están ricamente ornamentadas, lo mismo que las pilastras que separan cada paño y sobre las que se apoya la nervuda de la cúpula.
La cúpula tiene un diámetro de 20 m y una altura de 50 m. Está rematada en una linterna de 15 m, con lo que la altura total, desde el suelo, es de 65 m.
La estructura de la cúpula es doble. Hay una cúpula externa, hecha de piedra caliza, y otra interna de arenisca, mucho más blanda y fácil de trabajar. Entre ambas hay una separación de medio metro.

Cúpula
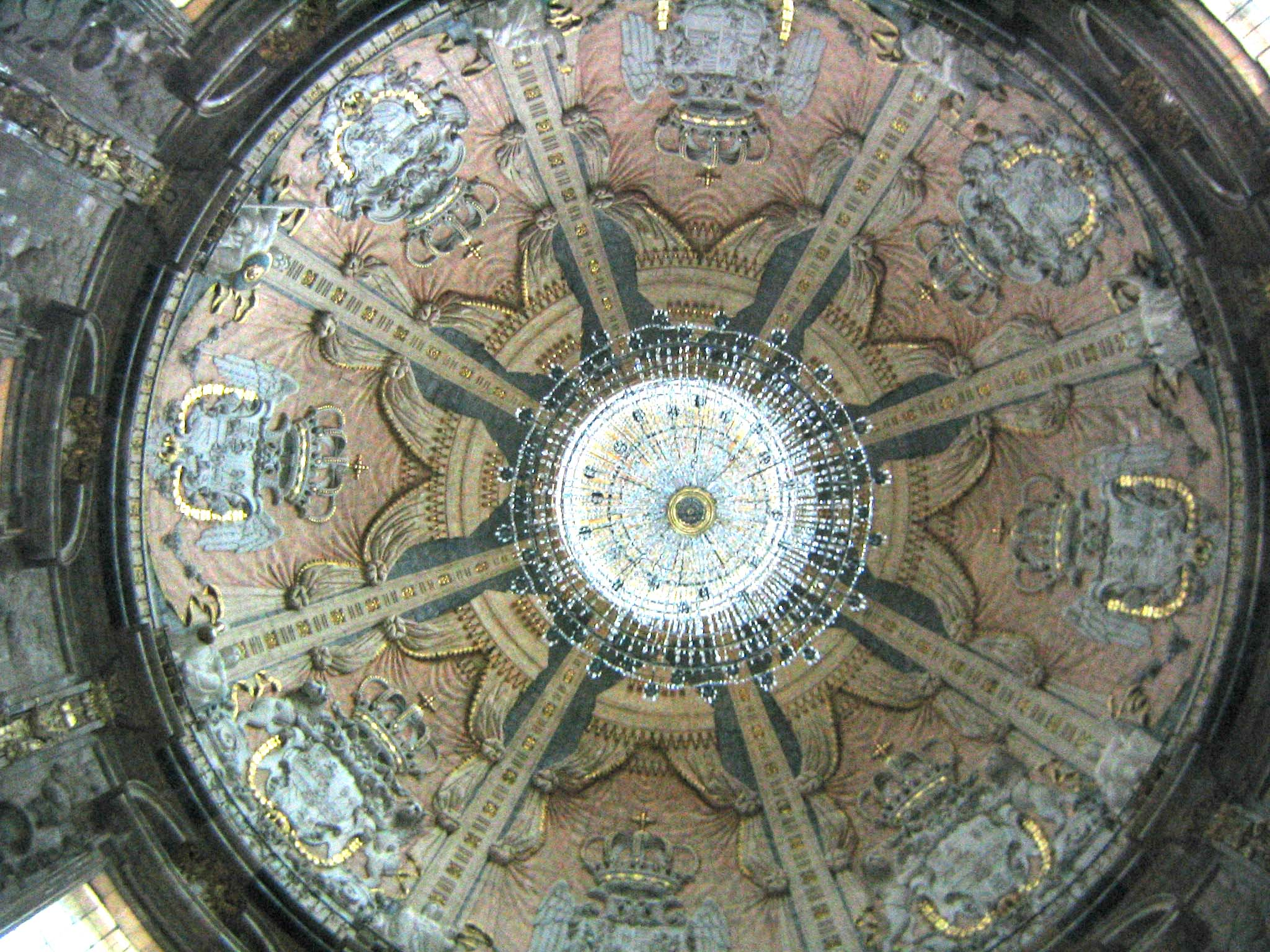
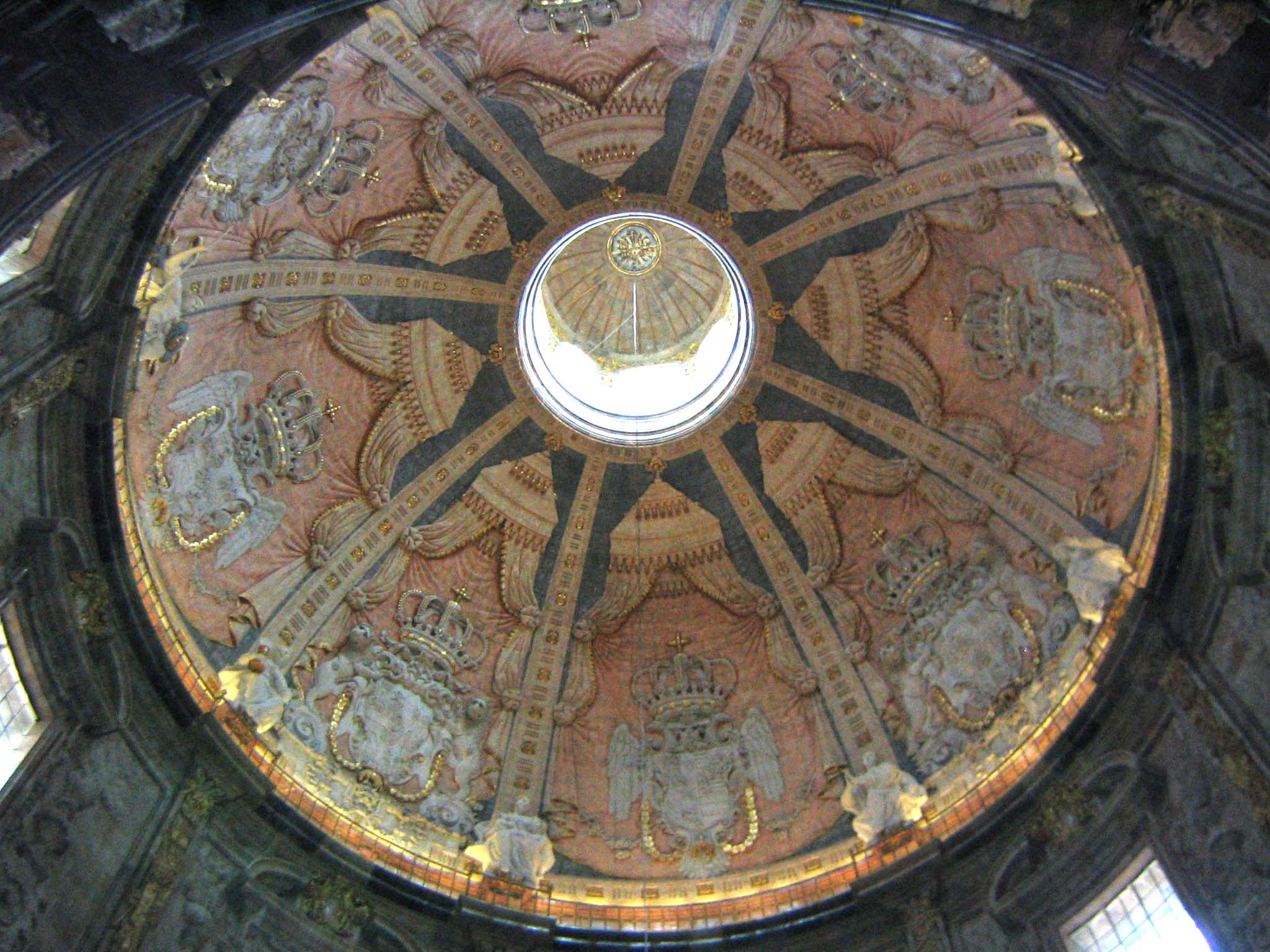
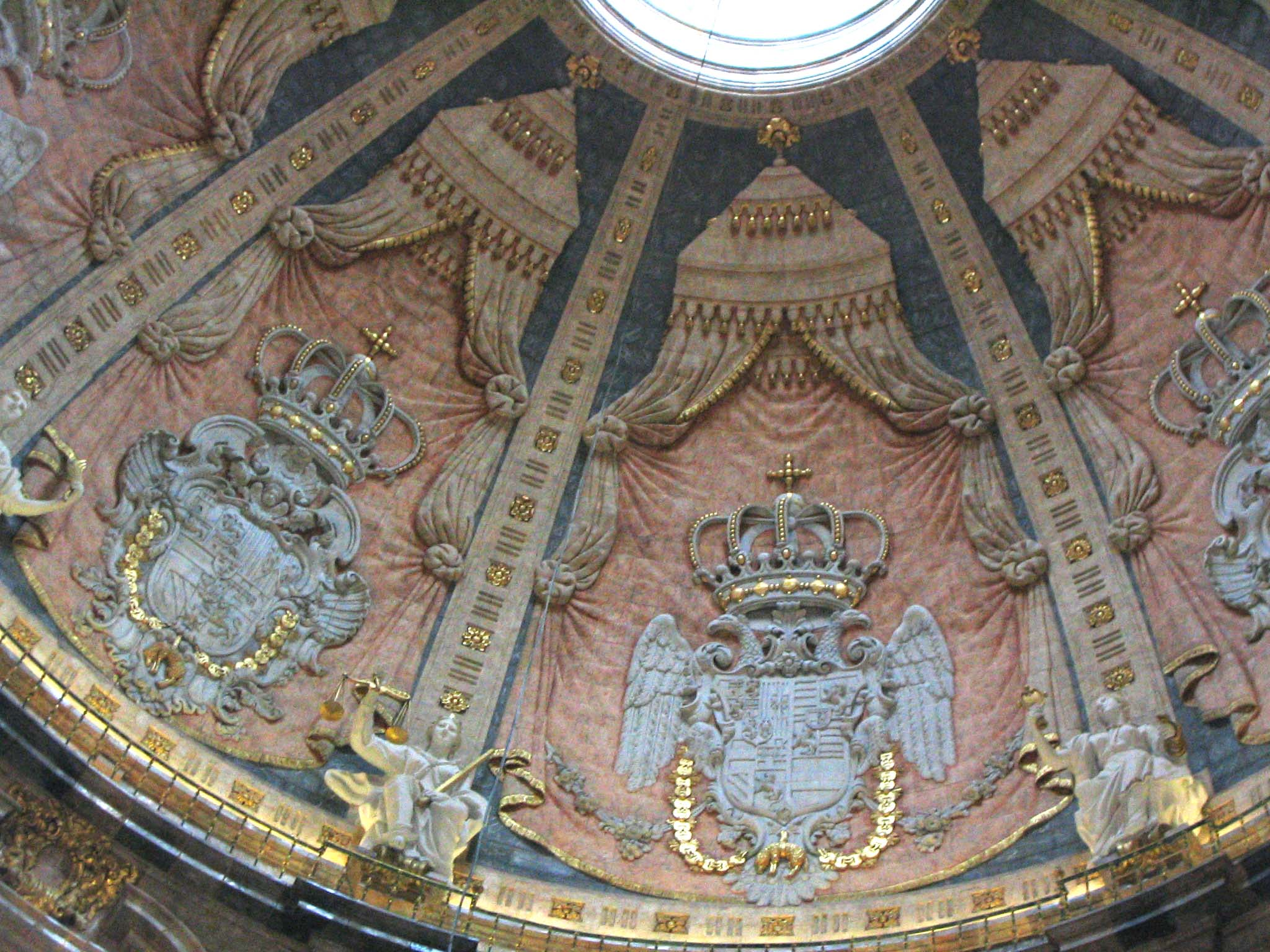
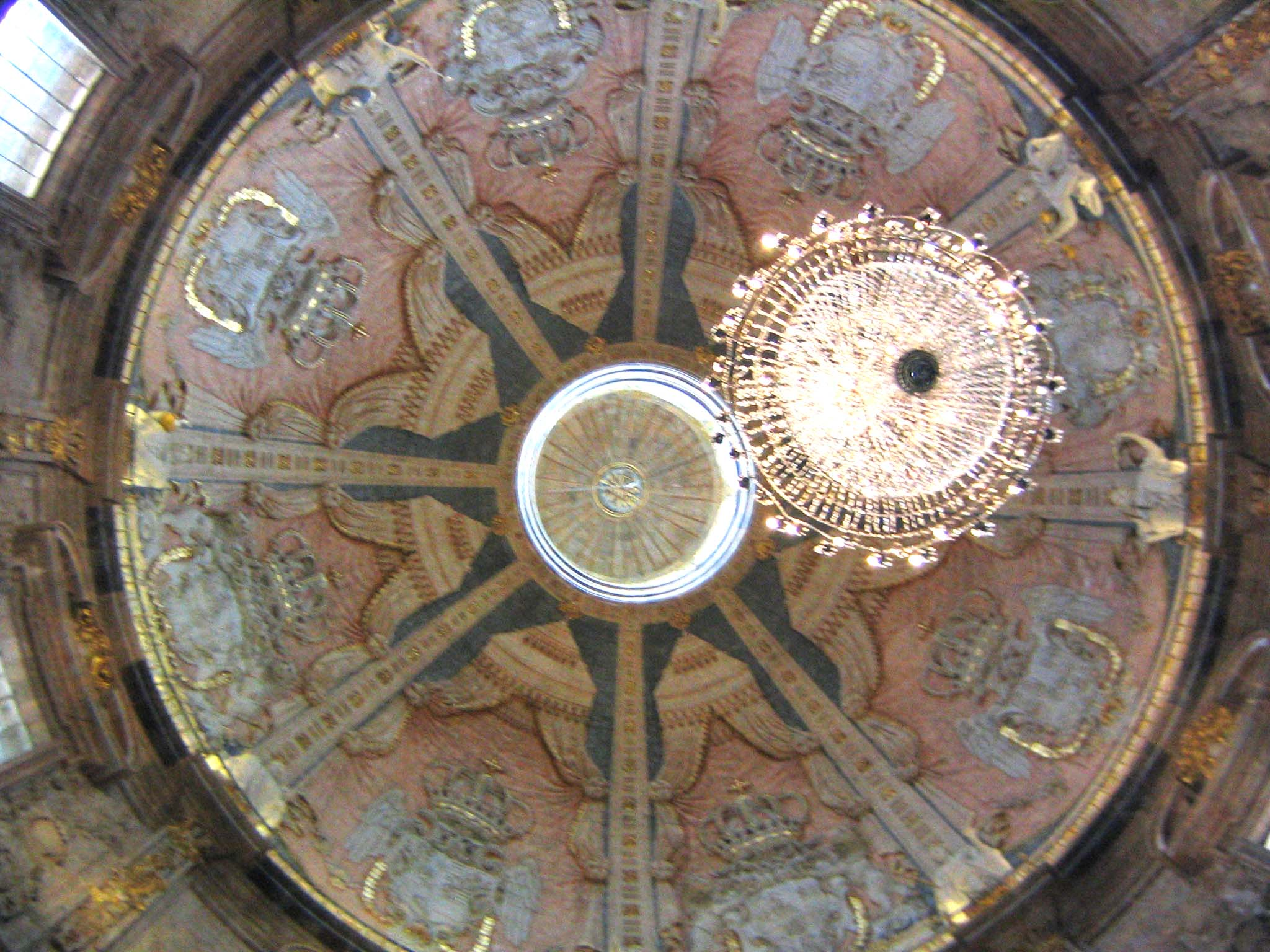

Rodeando la base de la cúpula, sobre el tambor, hay un balcón con barandilla de hierro en el que se ubica, en cada arranque de los nervios que conforman la cúpula, la representación alegórica de las ocho virtudes realizadas en estuco por el italiano Gaetano Pace entre 1734 y 1738 bajo diseño del francés Juan de Lane en 1732.
En los lienzos que componen las paredes de la cúpula están representados, labrados y policromados, los escudos de la casa de los Austrias y de los Borbones.
Por diversos motivos estructurales, achacados al diseño y a los problemas de la construcción, ambas cúpulas, la interna y la externa, han tenido que ser restauradas y reforzadas a finales del siglo XX y a principios del siglo XXI con una compleja red de cables de acero, la exterior, y con una compleja intervención, la interior.

##### El problema de la cúpula
El proyecto original de Carlo Fontana preveía —bajo la cúpula y rodeando ese espacio— una serie de capillas independientes, separadas por gruesas paredes que contribuían a mantener el empuje de la gran cúpula. Cuando Zaldúa decidió quitar esos muros de separación entre las capillas para crear una nave circular alrededor del espacio que cobija la cúpula, dio más grandeza y originalidad al templo. A cambio, el sustento de la cúpula se resintió, dando lugar a los problemas estructurales que llegaron a poner en peligro la estabilidad de la construcción a finales del siglo XX y obligaron a su reforzamiento.
La guerra de Sucesión obligó a detener las obras por trece años y, cuando éstas comenzaron de nuevo en 1717, se hizo cargo de las mismas el maestro Sebastián de Lecuona. Fue Lecuona quien dirigió la construcción de los arcos que unen la nave central con la anular y que deben soportar el tambor, con muros de dos metros y medio de espesor, sobre el que se alza la gran cúpula. El problema fue ya entonces complejo y requirió la consulta a prestigiosos arquitectos como Joaquín de Churriguera. Lecuona murió sin terminar la obra y fue Ignacio Íbero quien la continúa y finaliza.
Una vez coronada la linterna con la bola de cobre y la cruz, Íbero se dio cuenta de que la cúpula se había movido, y sus palabras fueron «que había hecho algún vicio» y procedió a reforzarla poniendo dos grandes cinturones de hierro (zunchos) en su base.
En 1992, en los trabajos de restauración encaminados al V centenario de la creación de la Compañía, se descubrió el grave problema estructural, pues ya se veían desde el piso del templo grandes grietas en la cúpula, y se procedió a su estudio, restauración y refuerzo. En la restauración participó José María Cabrera y se dedicó especial interés a la decoración interior y a su relación con la luz.

#### El altar mayor
Ignacio Íbero fue también quien diseñó el altar mayor que se realizó entre 1750 y 1757. Es de estilo churrigueresco con un gran trabajo en mármol, en donde se incrustan diferentes tipos de mármoles en otros, utilizando la técnica de taracea. Dos grandes columnas salomónicas flanquean el altar. En la predela hay decoraciones, hechas también en mármol, basadas en simbología militar y con alusiones a los Sagrados Corazones de Jesús y de María.
El equilibrio de volúmenes, que es una constante en todo el conjunto, se mantiene en el altar, en el que destacan el templete de exposición del Santísimo y la estatua en plata de san Ignacio de Loyola. Esta estatua es el cumplimiento de un voto de la Real Compañía Guipuzcoana de Caracas y fue realizada en Roma en 1741 por el valenciano Francisco de Vergara y ejecutada en plata por el platero alemán Joseph Bauer (en esta obra firmó como Giuseppe Agricola poniendo marcas de platero "GA"). Se colocó en el altar en 1758. Se complementa el altar con las imágenes de san José y san Joaquín.
Hay otros seis altares más dedicados al Corazón de Jesús, realizado por Granda; a la Virgen del Patrocinio, realizado por Luis Salvador Carmona; san Francisco Javier; san Francisco de Borja; san Pedro Claver y san Alonso Rodríguez, estos cuatro últimos santos jesuitas españoles.
Para adaptar el altar mayor a las normativas litúrgicas surgidas del Concilio Vaticano II, se ha dotado a la basílica de un altar portátil que se sitúa enfrente del altar mayor.

Altar Mayor
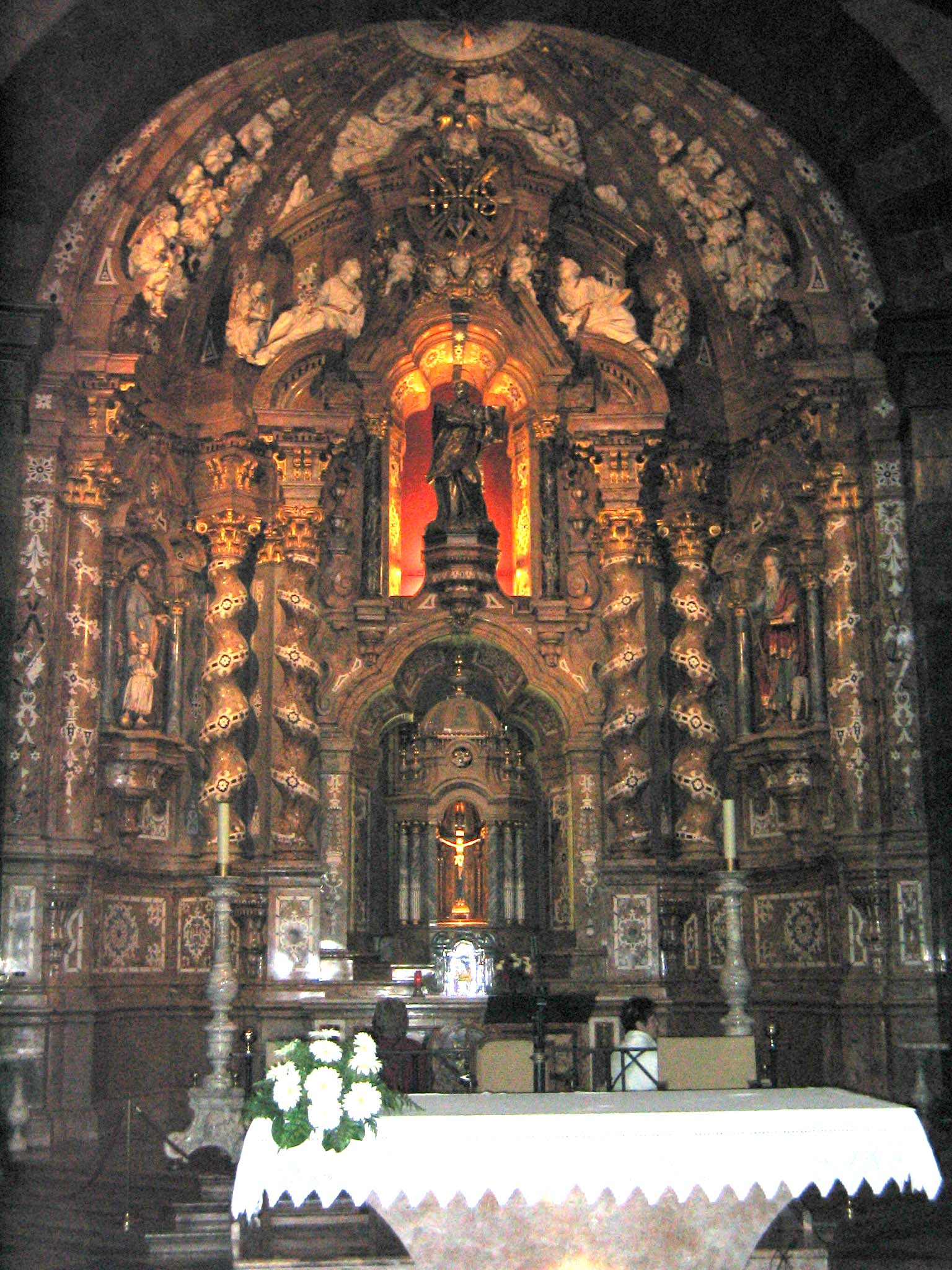
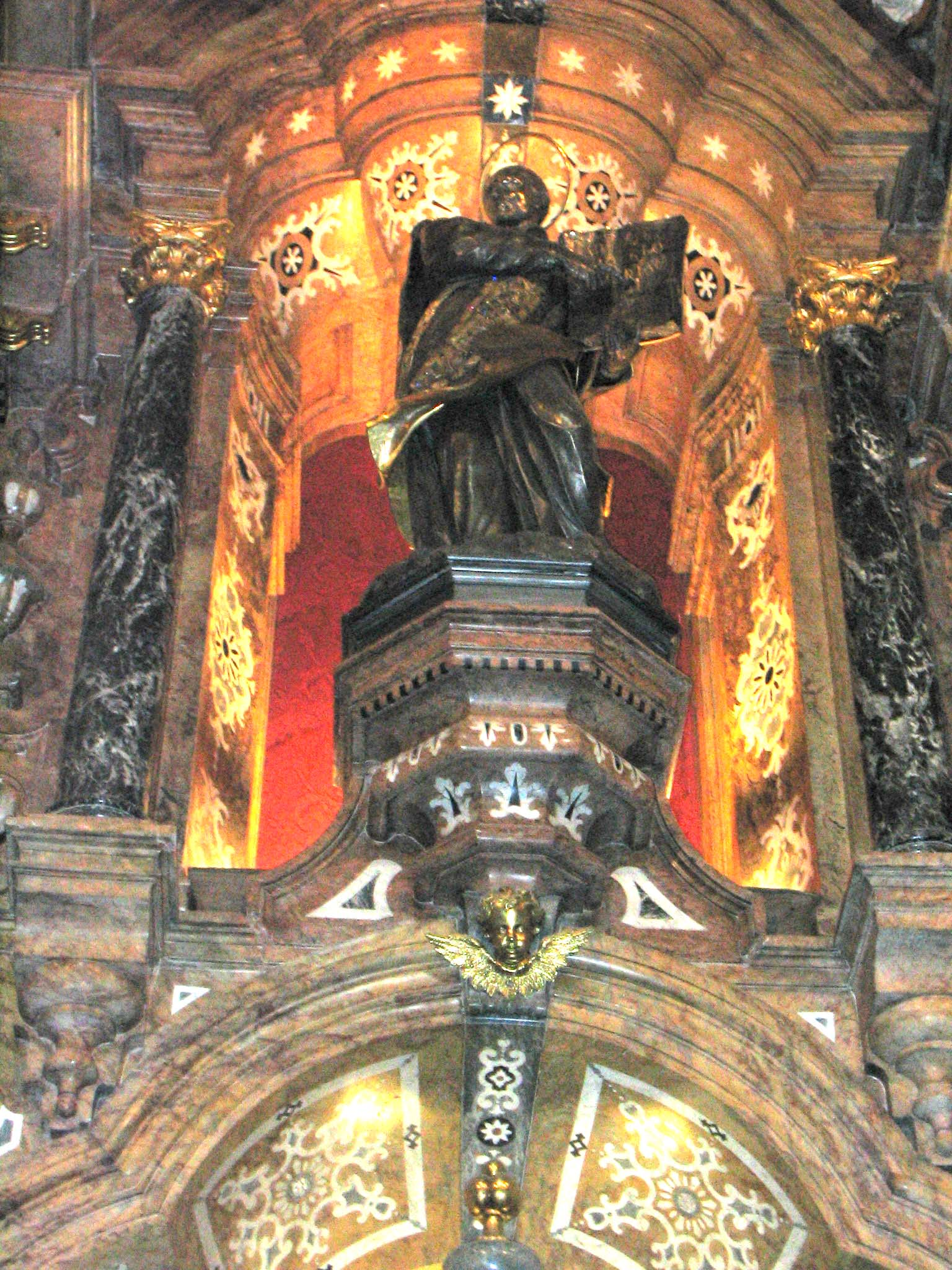
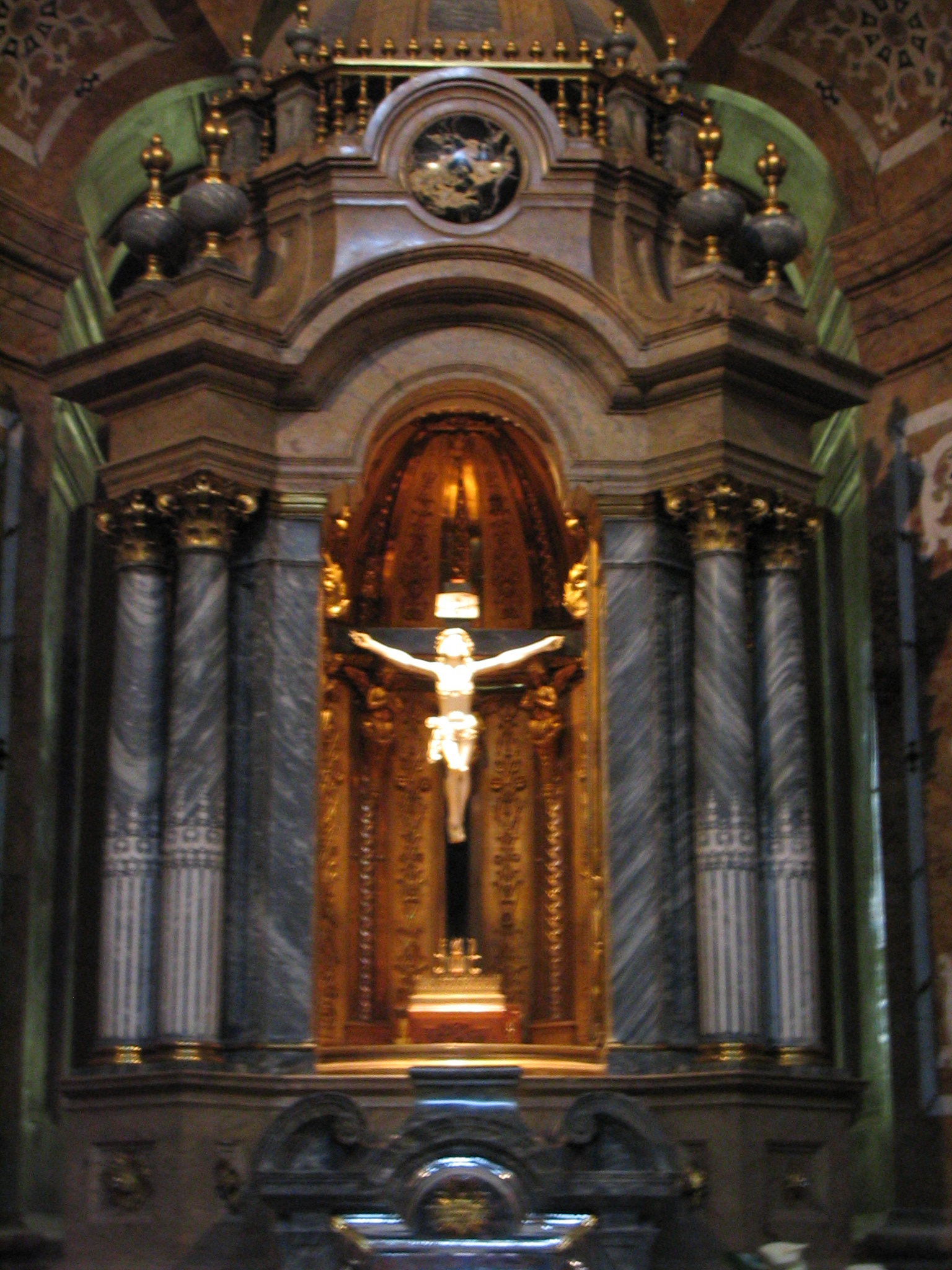
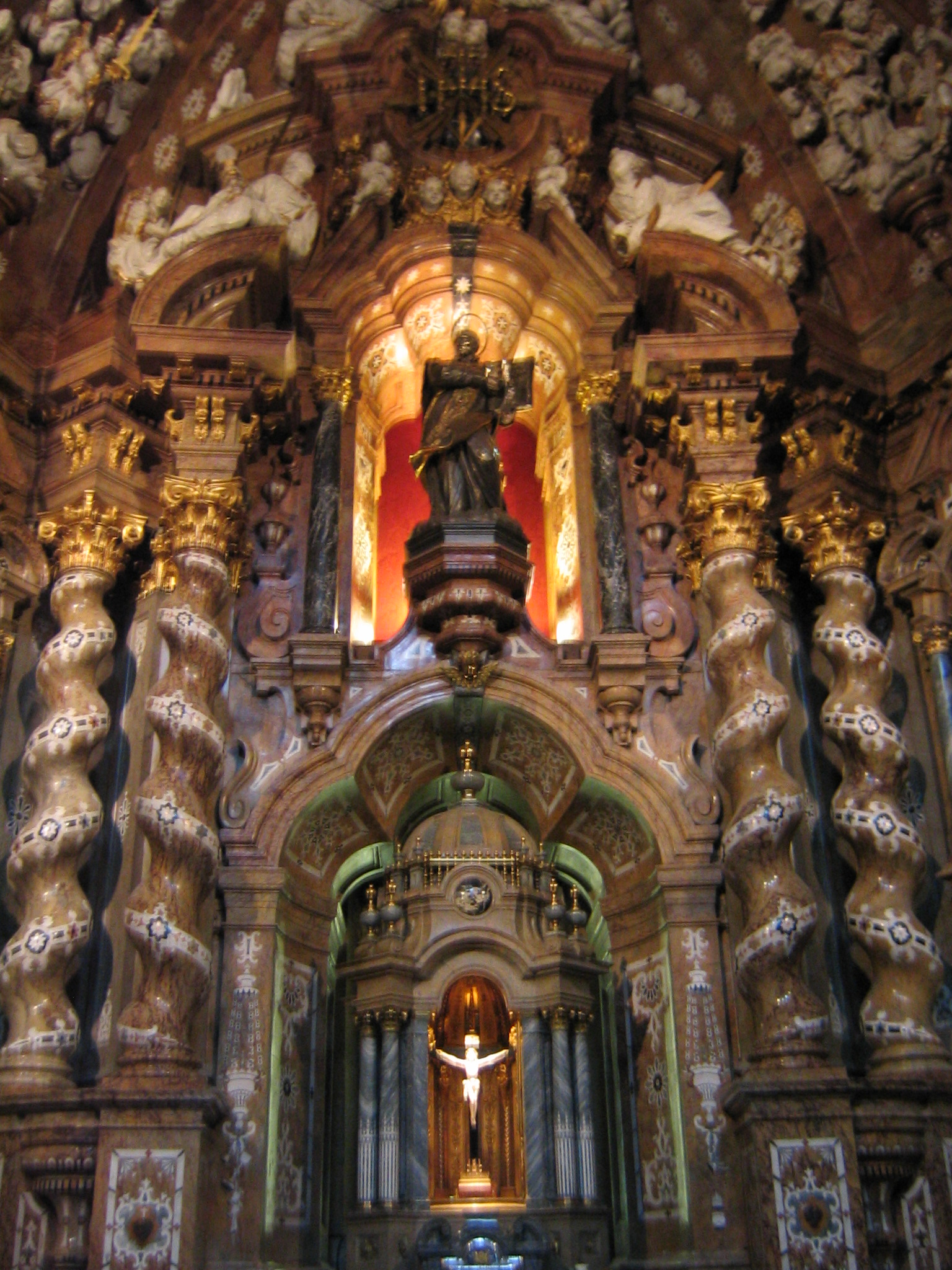

#### El carillón y el reloj
La basílica de Loyola dispone de campanas desde su inauguración. Como casi siempre, las campanas tienen nombre propio; en el campanario de Loyola tenemos las siguientes:
- La campana San Luis Gonzaga, que se fundió en 1738, año de la inauguración de la iglesia. Es la grave de las medias.
- La campana San Francisco Javier Apóstol de las Indias conocida como campana mayor de la Iglesia, de 113 cm de diámetro, con la inscripción ET VERBUM CARO FACTUM EST. Se fundió en 1760 y es la que da las horas. Esta campana toca también nueve campanadas, distribuidas en grupos de a tres a las doce del mediodía.

El reloj está sincronizado por radio asegurando así su precisión.

### Los jardines
Al este del santuario, detrás de la basílica, se extienden los jardines privados del mismo. Se accede a ellos desde el colegio de Loyola y desde el centro de espiritualidad. Estos jardines son de uso privado para la comunidad y usuarios de los centros de espiritualidad y formación del complejo, así como de los hospedados en el mismo.
En 1948 se adquirieron los terrenos pertenecientes a los caseríos Muniategui y Aldakaitz que estaban junto a las instalaciones del santuario. Entonces se construyó un gran parque de 25 ha (antes tenía solamente cinco). Una parte de estos terrenos tenían un carácter agrícola. Se utilizaban para huerta y como plantación de árboles frutales. Con las obras que se llevaron a cabo con motivo de la visita papal de 1982 se dieron los pasos necesarios para su transformación íntegra en jardín.
En el borde de monte Erlepater se colocó, en 1895, una imagen de hierro fundido que representa a Nuestra Señora del Sagrado Corazón traída de París.
Forma parte de los jardines el cementerio del monasterio, que se sitúa en la ladera del monte Erlepater. Hasta 1867 los jesuitas se enterraban en la planta baja de la Casa Santa. Desde ese año en adelante se realizaron en el nuevo cementerio que poco después de su construcción quedó sin uso al ser expulsada la comunidad de España. En el año 2002 se encargó a Barboa la colocación de dos mosaicos en algunos nichos.
En el año 2000 se acondicionaron varios caminos y se colocó un monumento de bronce, obra de Antonio Oteiza, que recuerda la peregrinación al santuario de Aránzazu de un Ignacio de Loyola ya convertido.
Desde 2003 se ha venido ornamentando el jardín con diferentes elementos que estaban almacenados en el santuario, como columnas similares a las del altar mayor, pilas de agua bendita... Todo ello forma un conjunto integrado en un exuberante paraje natural donde abundan árboles típicos del país, como hayas y robles.

### Casa natal del beato Francisco de Gárate
El 6 de octubre de 1985 el papa Juan Pablo II beatificó a Francisco de Gárate, nacido en 1857, jesuita, portero y sacristán de la Universidad de Deusto, cuya casa natal es el caserío Errecarte situado en la localidad de Azpeitia, en las inmediaciones del santuario, pocos metros al sur del colegio de Loyola.
Este caserío es una típica construcción rural guipuzcoana. Bajo un pórtico se abre la puerta de entrada a la planta baja en la cual se halla la cocina, donde se realizaba la vida familiar, y a su lado una habitación. Frente a la cocina están las cuadras para el ganado vacuno y equino, y al lado de las cuadras otra habitación. Hoy en día en la estancia que hay al lado de la cocina se ha instalado una pequeña capilla y en la que está al lado de la cuadra se ha puesto una muestra de aperos de labranza antiguos. Seguido a estas estancias está la bodega.
En el primer piso están el comedor y los dormitorios, que no tienen ventanas al exterior; en el segundo dormitorio fue donde nació el beato Gárate. Tras los dormitorios se halla el pajar al cual se puede acceder también desde el exterior, a nivel con el camino, permitiendo la entrada de carros con carga. Debajo del pajar se encuentran los establos que se comunican mediante una trampilla, de manera que se podía echar la hierba desde el pajar directamente a las cuadras. En la actualidad se ha ubicado en el pajar la capilla. Al lado del pajar hay una solana bien orientada que servía para poner a secar diferentes productos. Hoy se expone una colección de argizaiolas, luces de difunto que son tablas labradas en las que se enroscan unas finas cerillas que se encienden en recuerdo de los difuntos.

## Servicios e instalaciones

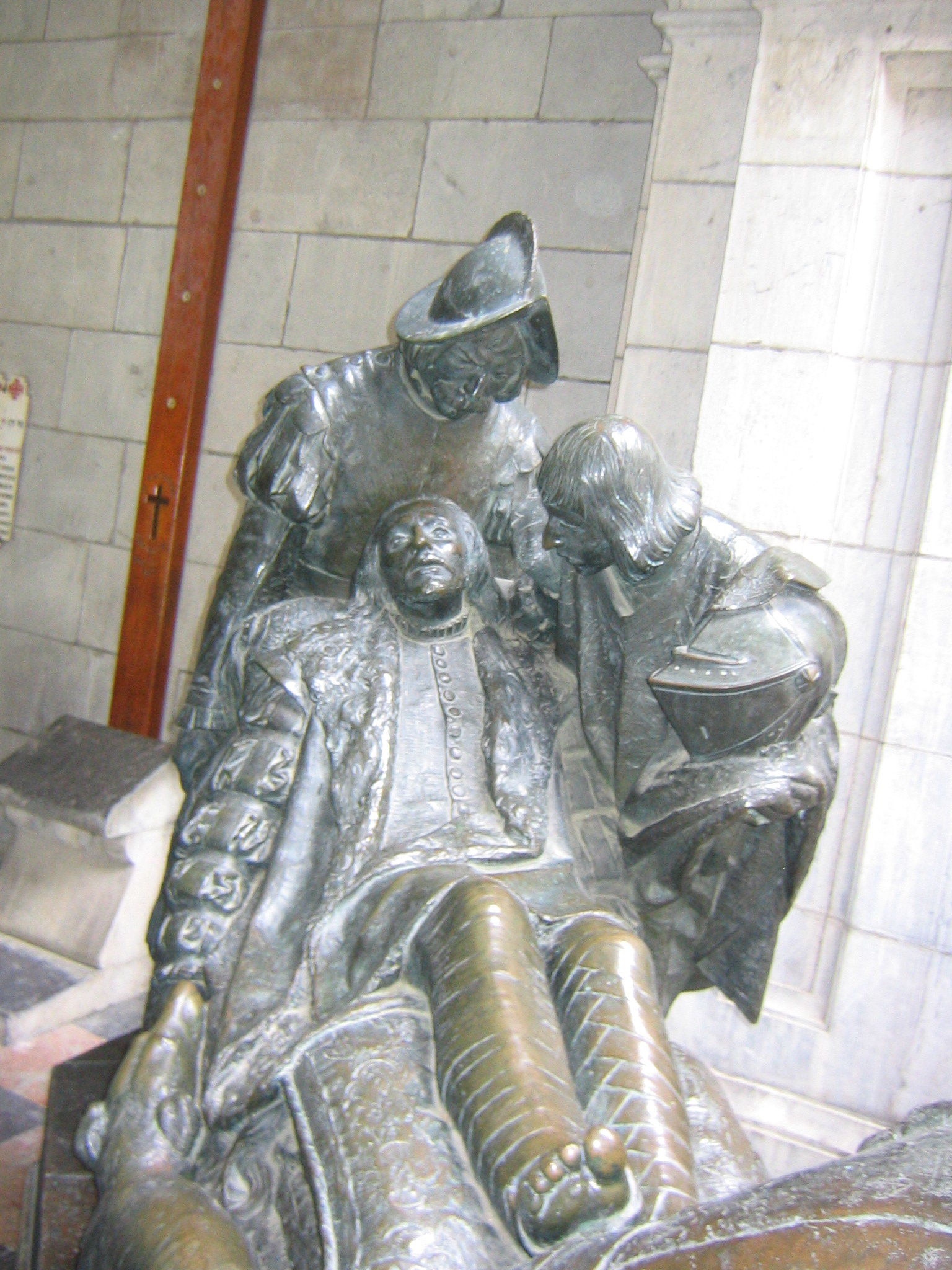
Grupo escultórico representando a Ignacio de Loyola herido en el cerco de Pamplona

### El Museo Sacro
El complejo religioso de Loyola dispone de un Museo Sacro que se ubica en el ala norte del santuario. Consta de dos salas que guardan objetos litúrgicos, la primera de ellas, y en la segunda se exponen el altar y las puertas que lo flanqueaban de la capilla original de la casa natal del santo. Este altar es de estilo plateresco hecho en caoba por Saturnino López Gómez. El tema central es la representación de san Ignacio escribiendo el libro de ejercicios en la Cueva de Manresa. Las figuras de san Francisco Javier y de san Pedro Fabro, que estaban en este mismo altar, se han trasladado al salón de honor de la Santa Casa.
El contenido de esta segunda sala se completa con una colección de libros de ejercicios de diferentes épocas y en diferentes lenguas y con una selección de arquetas de bronce a mdodo de relicarios hechas en 1912.

### La biblioteca
La biblioteca del santuario posee tres secciones relevantes. Una de ellas es un archivo histórico sobre la casa y el linaje de los Oñaz y Loyola, otra es un archivo sobre la Compañía de Jesús en España, y la tercera es una biblioteca musical denominada Nemesio Otaño.
La biblioteca cuenta con 150 000 libros, de los cuales unos 30 000 datan desde el siglo XV hasta el XIX, destacando algunos incunables.
El depósito está organizado en tres secciones, en una de ellas los libros antiguos, del siglo XV al XVIII, unos 15 000 ejemplares. Otra, la Biblioteca Ignaciana, con unos 6000 ejemplares y especializada en la espiritualidad de Ignacio de Loyola. Y una tercera de cultura Vasca, con unos 10 000 libros.
Los fondos antiguos están digitalizados y disponibles por Internet desde los servicios del Ministerio de Cultura español y de la Consejería de Cultura del Gobierno Vasco.
La biblioteca musical Nemesio de Otaño está conformada basándose en la obra de Nemesio de Otaño, prestigioso compositor y musicólogo miembro de la Compañía. Tiene un fondo de más de 120 000 libros y partituras.

### La radio

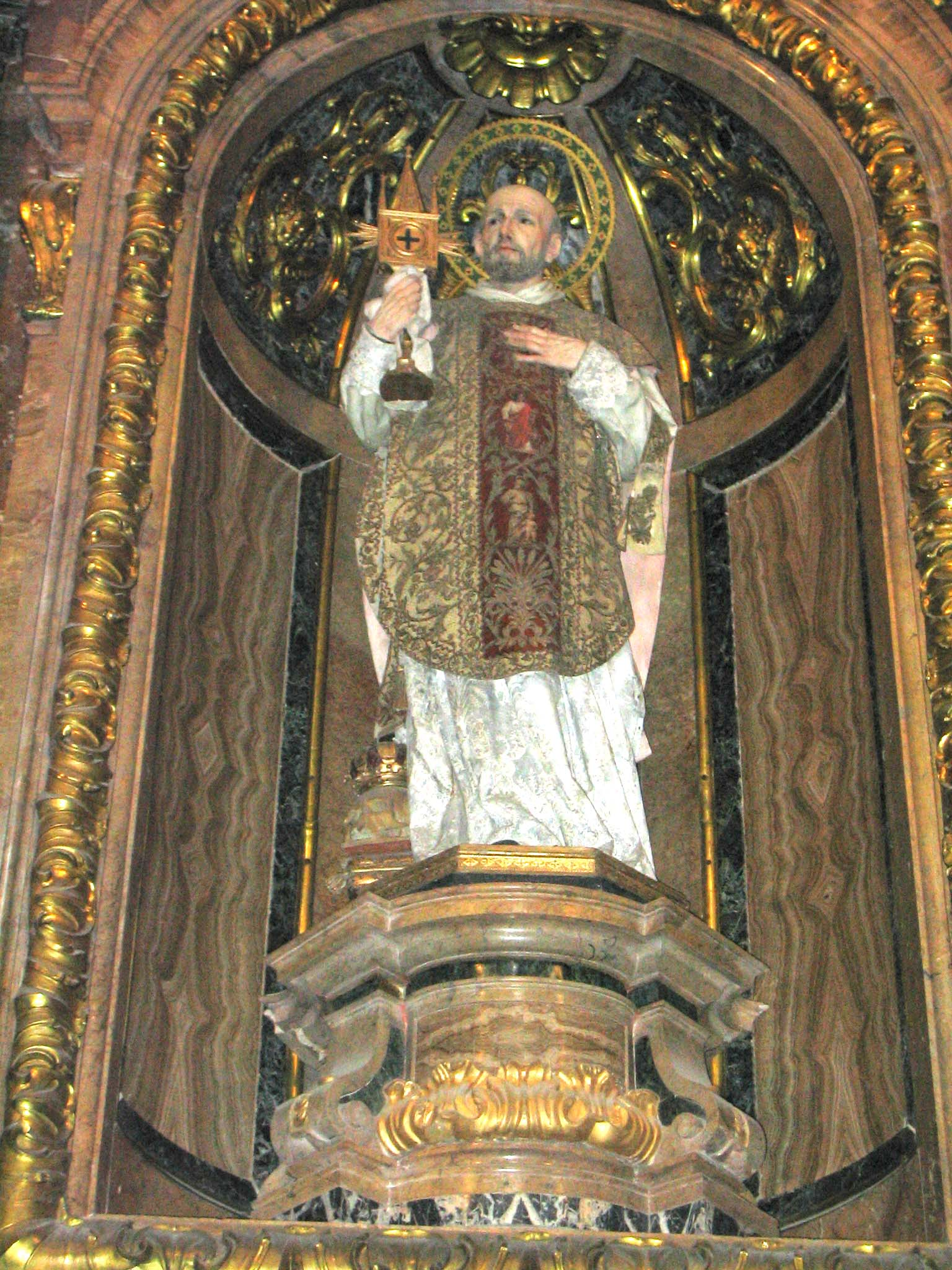
Detalle interior

La Compañía de Jesús tiene ubicada en el santuario una emisora de radio desde 1961. Esta emisora es Radio Loyola.
Las primeras transmisiones se realizaron en modulación de amplitud en la banda de onda media con un transmisor de 300 W de potencia. Formó parte de la Cadena de Ondas Populares Españolas (COPE). Tenía los estudios en el segundo piso del santuario y el emisor se situó en la cumbre del monte Erlapeter. Los 300 W pronto pasaron a 1000 W. En 1965 cerró temporalmente y al año siguiente se abrió emitiendo en frecuencia modulada. El emisor se cambió del monte Erlapeter al monte Itxumendi de Elosua. En 1972 se suma a Radio Loyola la emisora, también de la COPE, Radio Popular de San Sebastián. En 1985 se instala un emisor de 15 kW. En 1993 se separan de la COPE. En el año 2003 las dos emisoras de radio junto con radio Vitoria emiten en cadena.
Las lenguas que se utilizan son el castellano y el euskera, esta última tiene una presencia de un tercio de la programación.
Las frecuencias son, para Radio Loyola 98,4 MHz en FM, para Radio Popular de San Sebastián; 94,8 MHz en FM y 1.224 kHz en OM.

### Hospedaje
Los ejercicios espirituales son una característica propia y definitoria de los jesuitas. El retiro por un tiempo para realizar esta práctica es una de las normas Ignacianas. El santuario de Loyola es el mejor sitio para seguir la doctrina del fundador de la Compañía de Jesús y entre sus diferentes servicios ofrece la realización de estos ejercicios espirituales.
Por ello es común de que gentes de todos los lugares acudan hasta aquí en busca de la atmósfera necesaria que le permitan estas meditaciones. Los jesuitas tienen una muy extensa red de colegios por todo el mundo y una de las prácticas que se realizan es justamente la de los ejercicios espirituales.
El santuario de Loyola dispone de dos servicios de alojamiento, uno de ellos un albergue destinado a los jóvenes y otro una hostelería para dar servicio de alojamiento a los visitantes más adultos.
La hostelería es el denominado Centro Arrupe. El santuario contó con hostelería desde el año 1690. Se construyó una nueva a comienzos del siglo XVIII y se amplió en 1888 en que se dedicó a casa de ejercicios espirituales. En 1919 ya tenía capacidad para 30 personas y una vez abierto el Centro de Espiritualidad se dedicó todo el edificio, nuevamente, a hostelería en 1999. En dicho año se reformó y se le denominó con el nombre actual, inaugurándose en el 2001. El nombre de Arrupe hace referencia al padre Arrupe, Propósito General de la Compañía de Jesús desde 1965 a 1983. Tiene 63 camas repartidas en 43 habitaciones.
El albergue está destinado a los jóvenes, y está estructurado para que los alojados puedan funcionar en régimen de autogestión. Tiene 123 camas en literas triples repartidas en 7 habitaciones y dos comedores, uno con capacidad para 100 comensales y otro para 35, así como dos cocinas, una grande y otra pequeña. Anexo al albergue hay un pequeño apartamento.

### Servicios religiosos

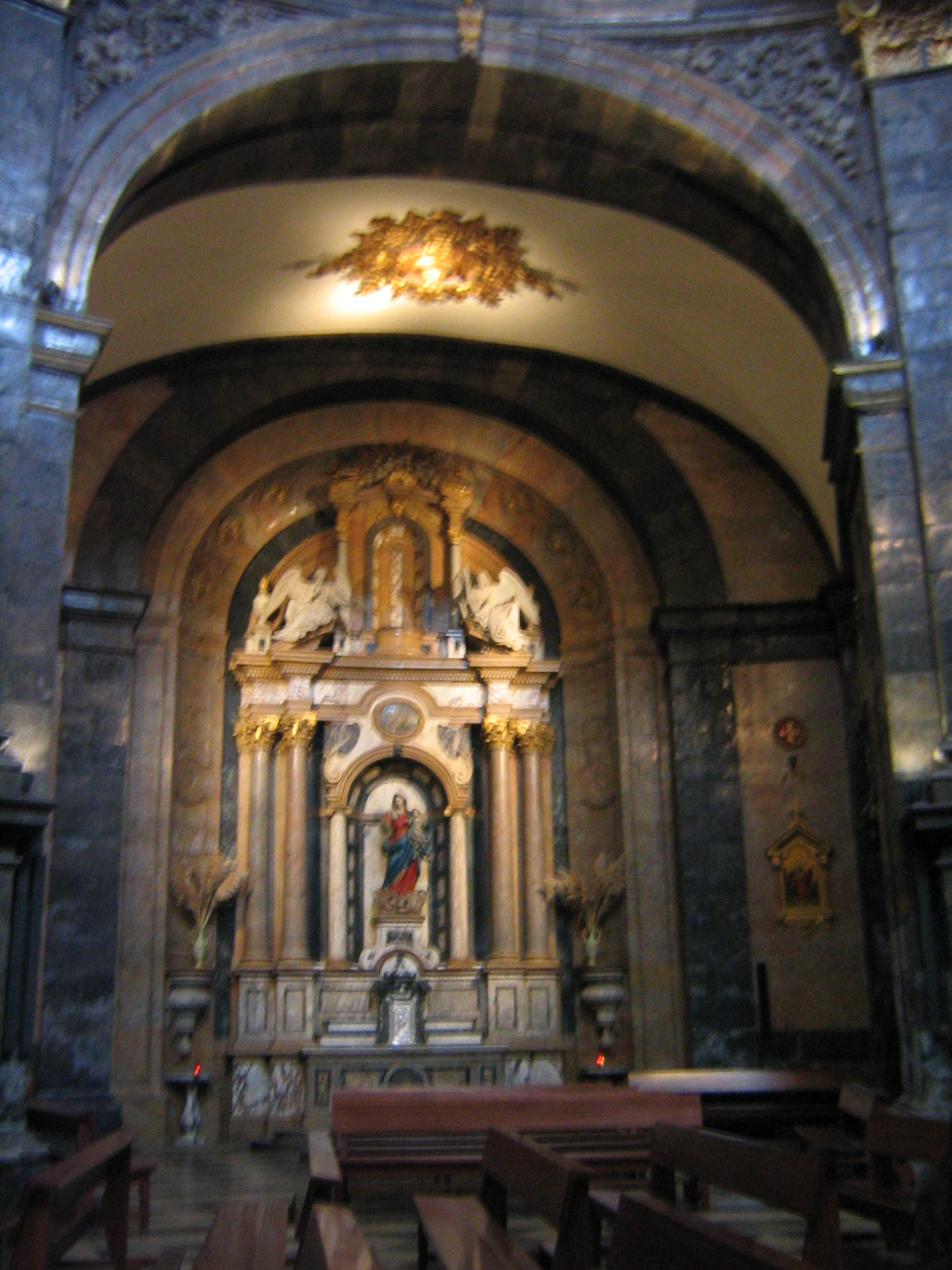
Capilla lateral

Los servicios que se prestan en el santuario giran en dos diferentes órbitas. Los habituales de cualquier centro religioso, las misas y demás celebraciones litúrgicas y los Ignacianos, centrados en los ejercicios espirituales.
En cuanto a las celebraciones litúrgicas se celebran diferentes misas a lo largo del día tanto en euskera como en castellano. Desde las 9:00 h que comienza la primera misa en la capilla de la Conversión hasta las 19:00 h hay misa cada hora, prácticamente.
Durante la novena de san Ignacio, que se realiza los días del 22 al 30 de julio y la celebración del día del santo el 1 de agosto, el santoral marca el 31 de julio pero en Loyola se celebra el 1 de agosto, se celebran misas en la basílica comenzando con una vespertina.
Se dispone de diferente material en varias lenguas para apoyar el seguimiento de las liturgias. La basílica suele ser el lugar habitual para la celebración de bodas.
En cuanto a los ejercicios espirituales, el complejo religioso está dotado de un Centro de Espiritualidad que se ubica en un edificio del siglo XVII y XVIII y reformado en 1972 y 2002, unido con el edificio principal mediante un paso elevado.
En este edificio se ubican diferentes salas y talleres destinados a la celebración de toda clase de ejercicios, cursos, congresos, reuniones... que tengan como objetivo la búsqueda de la espiritualidad y de la vida cristiana. Participa en el servicio del centro la Congregación de Esclavas de Cristo Rey. El Centro dispone de 111 habitaciones con 153 camas, seis capillas, quince salas de reuniones y conferencias de diferentes capacidades y cuatro comedores.